# Manduca albiplaga
Manduca albiplaga är en fjärilsart som beskrevs av Walker 1856. Manduca albiplaga ingår i släktet Manduca och familjen svärmare. Inga underarter finns listade i Catalogue of Life.

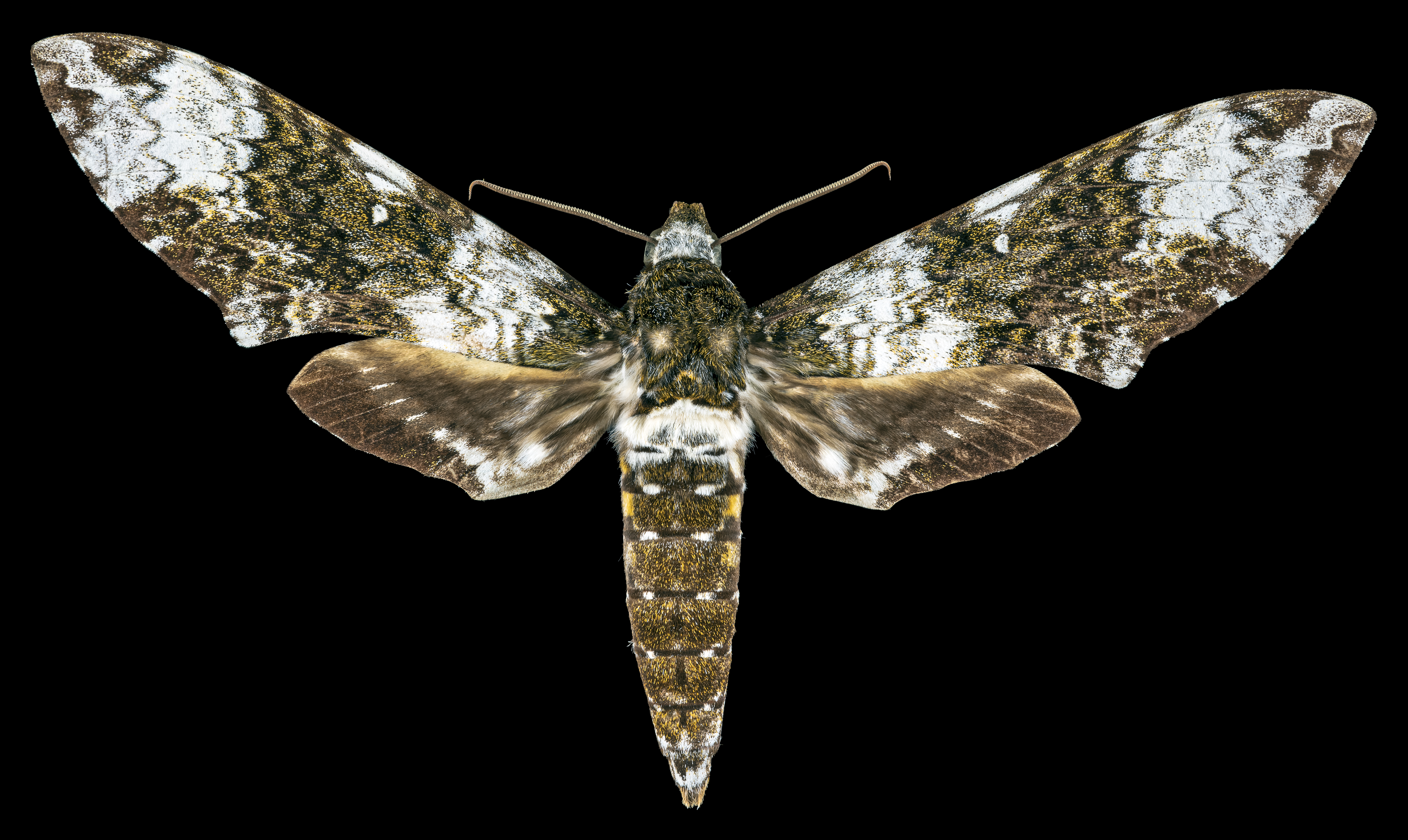
Manduca albiplaga ♂
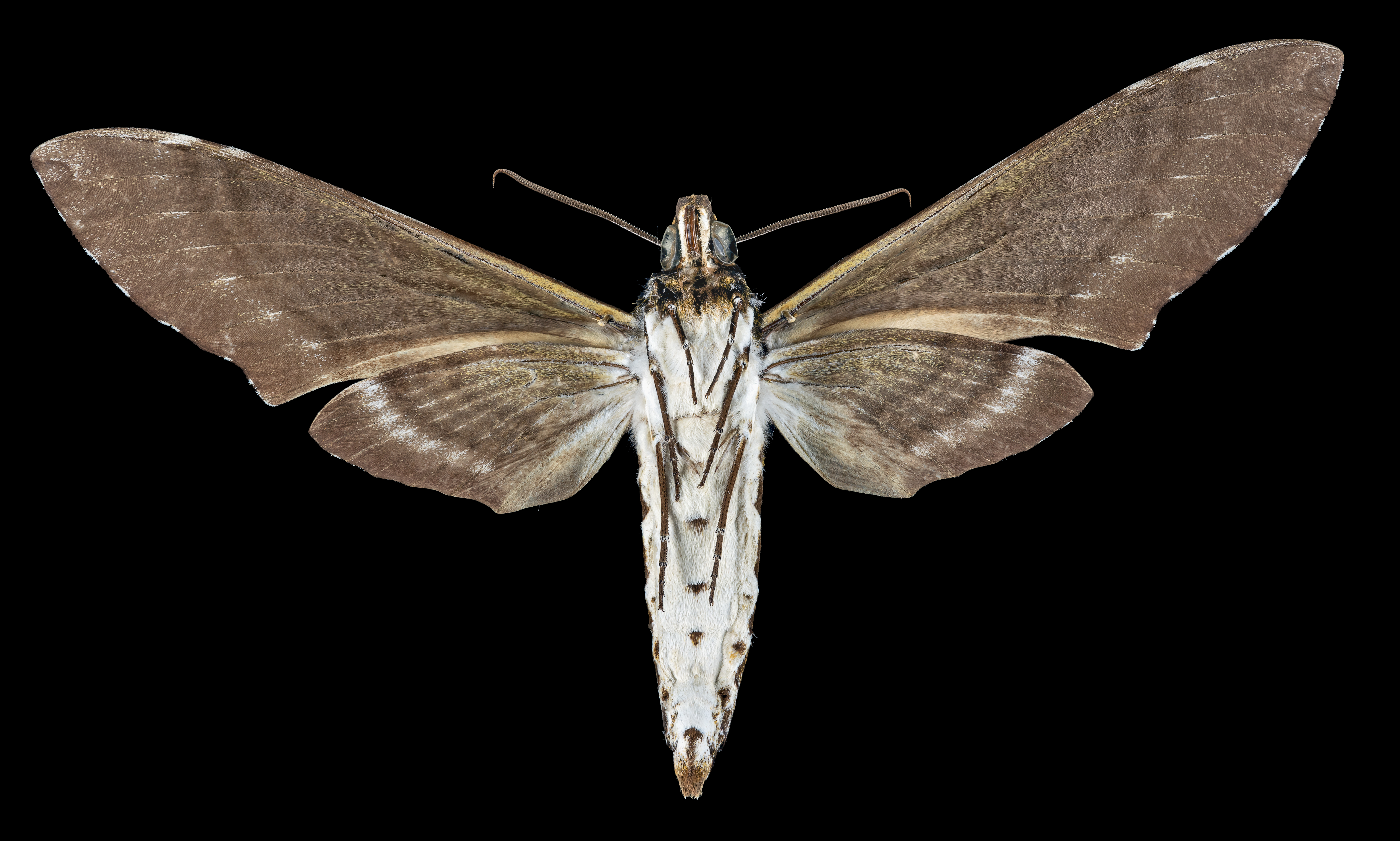
Manduca albiplaga ♂   △
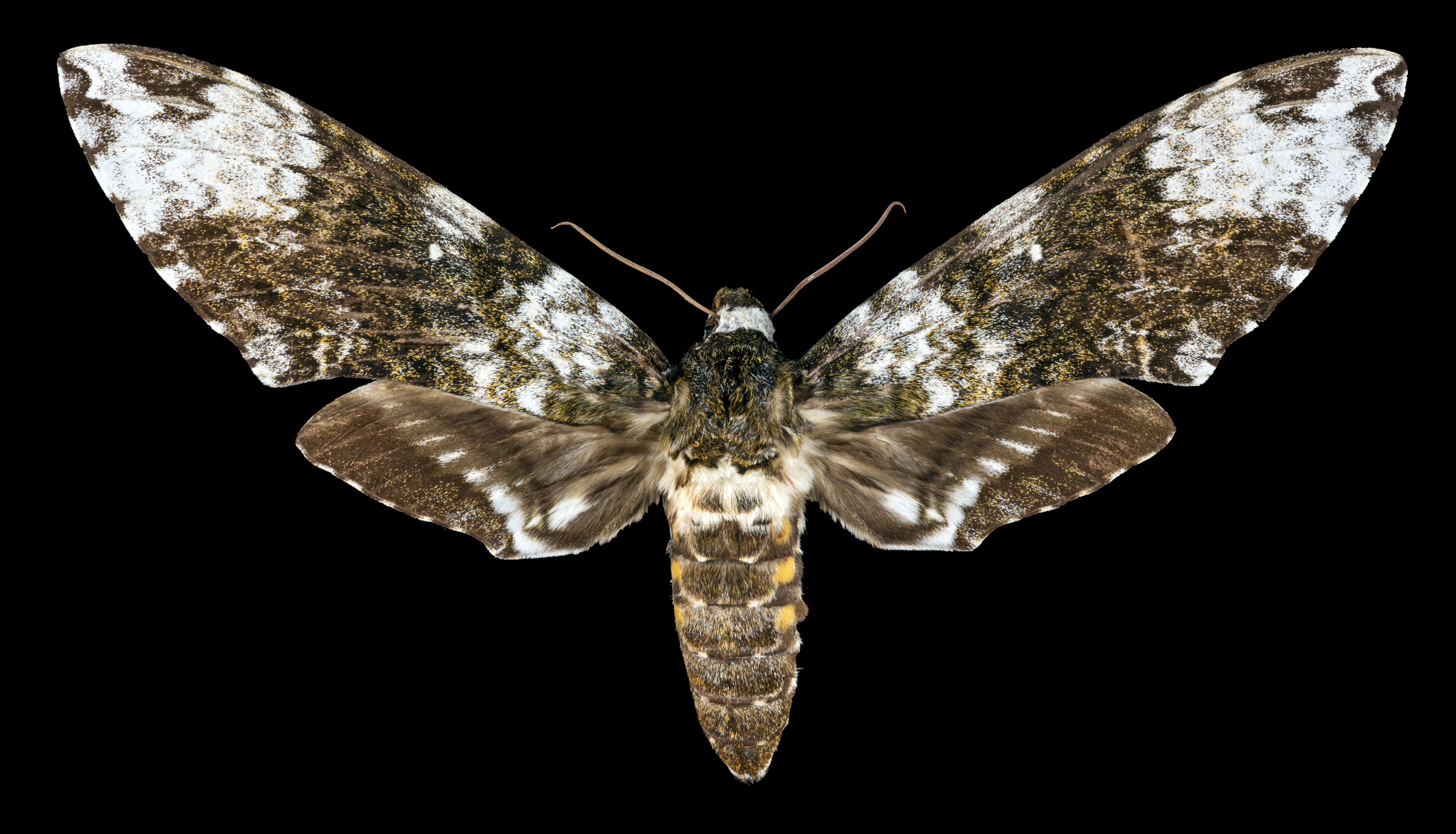
Manduca albiplaga   ♀
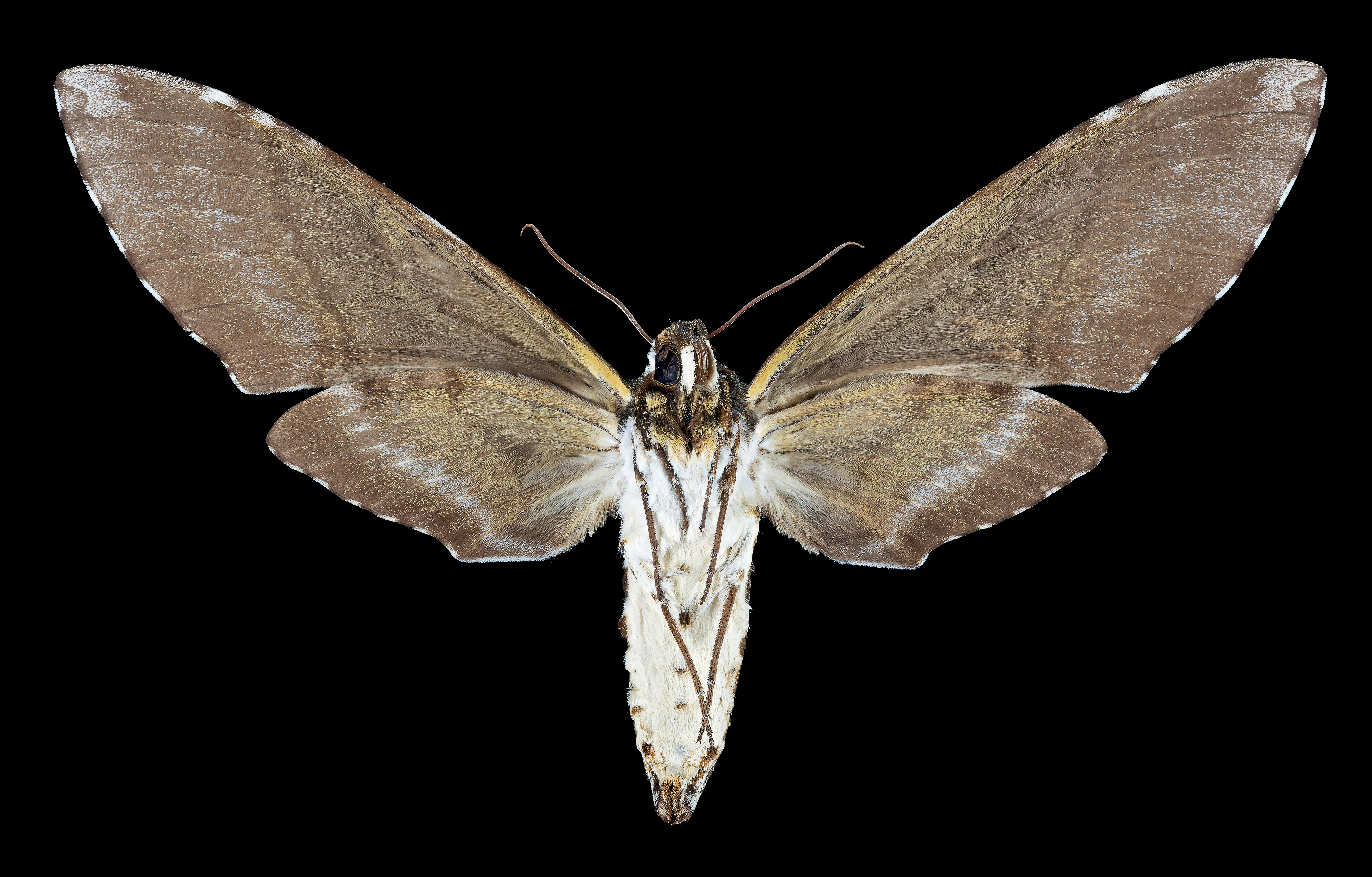
Manduca albiplaga  ♀ △